# دتلیف وایگل
دتلیف وایگل (انگلیسی: Detlef Weigel؛ زادهٔ ۱۵ دسامبر ۱۹۶۱) دانشمند در زمینه زیست‌شناسی اهل آلمان است.